# Ніклас Едін
Ніклас Едін (швед. Niklas Edin) — шведський керлінгіст, олімпійський чемпіон та медаліст, дворазовий чемпіон світу, медаліст чемпіонатів світу, багаторазовий чемпіон Європи

## Кар'єра
Срібну олімпійську медаль  Едін виборов на Пхьончханській олімпіаді 2018 року, граючи у шведській команді скіпом. На Сочинській олімпіаді 2014 року його команда здобула бронзові нагороди. 